# Cymdeithas yr Iaith Gymraeg
La Cymdeithas yr Iaith Gymraeg (« Société de la langue galloise »), également appelée Cymdeithas yr Iaith ou simplement Cymdeithas, est une association militante qui promeut et défend l'usage du gallois au pays de Galles à travers l'action directe et la désobéissance civile.

## Histoire

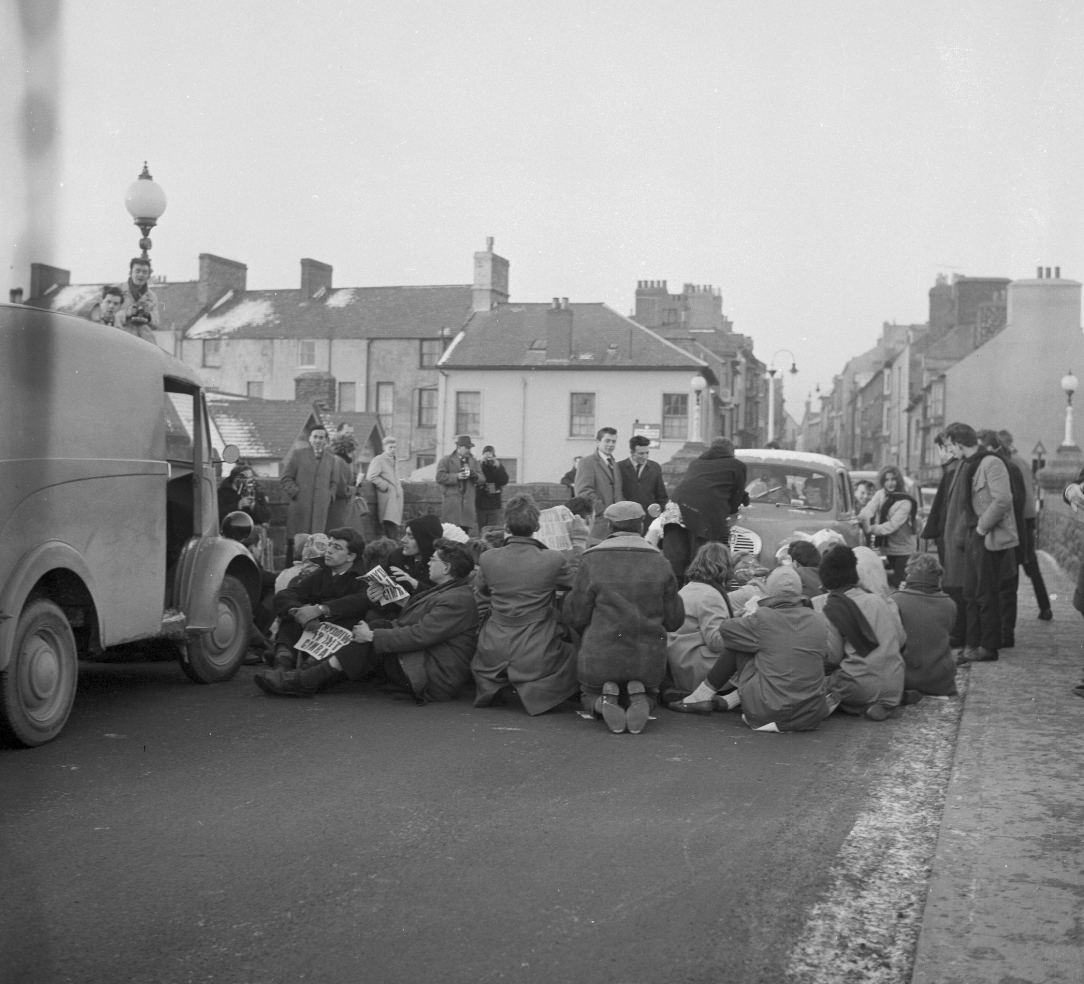
Le sit-in des membres de la Cymdeithas yr Iaith Gymraeg sur le pont de Trefechan en 1963.

Au début des années 1960, le gallois apparaît comme une langue menacée : il est de moins en moins parlé au pays de Galles et le gouvernement britannique ne fait rien pour inverser la tendance. Cette situation préoccupe les nationalistes gallois. L'un des plus célèbres d'entre eux, l'écrivain Saunders Lewis, prononce le 13 février 1962 une allocution radiophonique intitulée Tynged yr Iaith (en) (« le destin de la langue ») dans laquelle il prédit sombrement l'extinction du gallois d'ici la fin du XXe siècle si les choses ne changent pas. Il appelle ses compatriotes à la désobéissance civile pour forcer la main des autorités et les contraindre à utiliser elles-mêmes le gallois.
Quelques mois plus tard, lors de l'université d'été du Plaid Cymru, des étudiants insatisfaits que le parti refuse de se saisir de la question décide de fonder une nouvelle organisation qu'ils appellent Cymdeithas yr Iaith Gymraeg. Sa première manifestation publique se déroule le 2 février 1963 à Aberystwyth. Afin de se faire arrêter et de faire connaître leur cause en exigeant que leur procès soit tenu en gallois, les membres de la Société collent des affiches sauvages sur plusieurs bâtiments publics de la ville, mais les forces de police n'interviennent pas. Les militants prennent alors la direction du pont de Trefechan, à l'entrée d'Aberystwyth, pour y bloquer la circulation pendant une demi-heure.

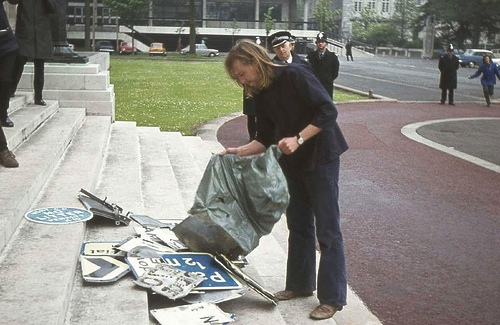
Un membre de Cymdeithas yr Iaith Gymraeg déverse des panneaux de signalisation à l'entrée du Bureau gallois en 1972.

La Société réclame dans un premier temps une reconnaissance officielle pour la langue galloise qu'elle obtient avec l'entrée en vigueur du Welsh Language Act 1967 (en). Ce texte de loi reconnaît une valeur égale au gallois et à l'anglais dans l'administration et les tribunaux du pays de Galles. Elle milite au début des années 1970 pour une signalisation routière bilingue à travers des actes de vandalisme, les panneaux uniquement labellisés en anglais étant arrachés ou recouverts de peinture verte. Une autre de ses revendications est la création d'une chaîne de télévision entièrement en gallois, ce qui devient réalité en 1982 avec la naissance de S4C.